# Le1f

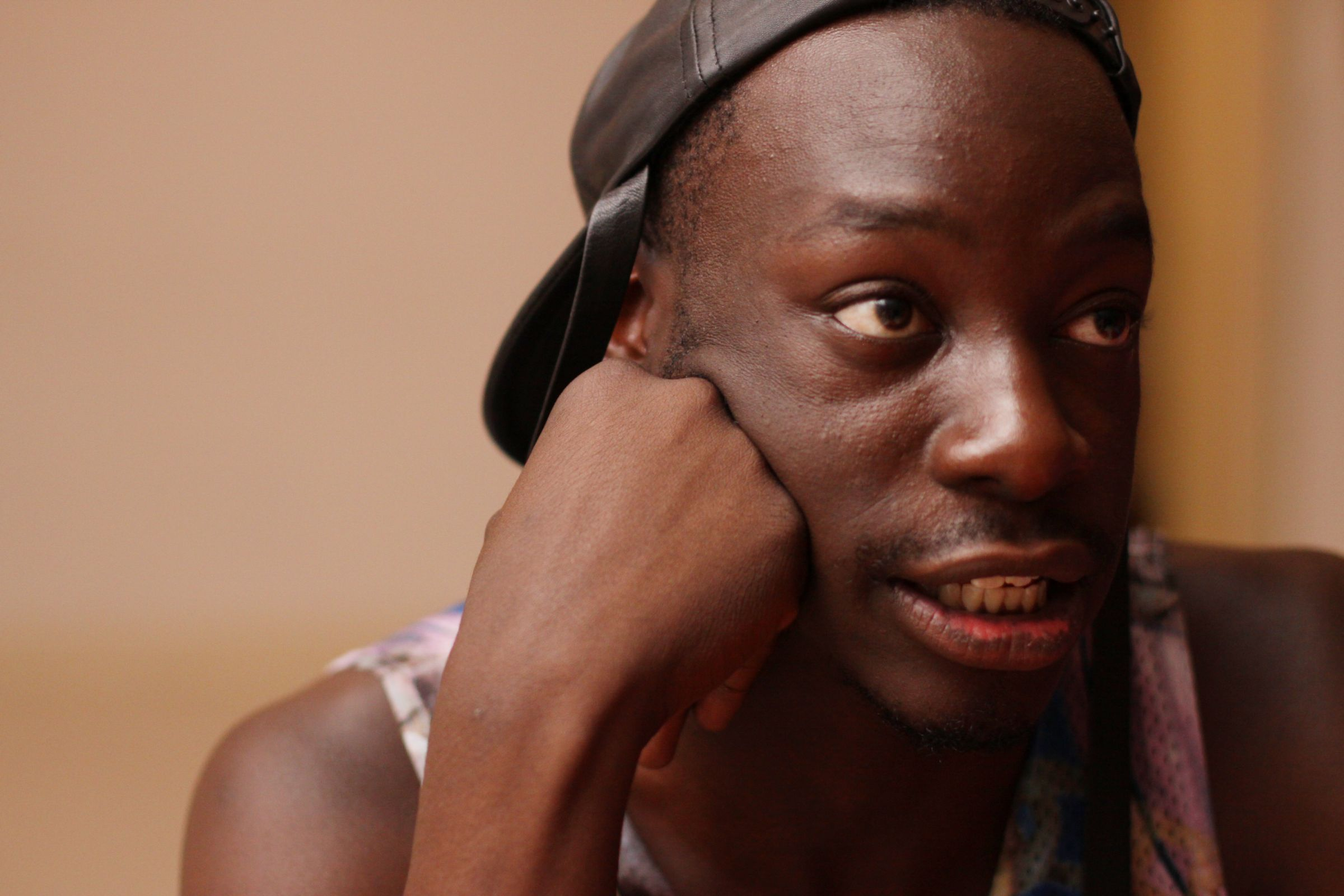

Khalif Diouf, conhecido pelo seu nome artístico de Le1f, é um rapper americano e produtor musical, e fundador da editora Camp & Street, com Boody, DonChristian e Chaz Requina. Como rapper gay, chamou a atenção pelos seus estilos musicais e performativos. Depois de uma série de mixtapes e EPs bem recebidos, o seu primeiro álbum de estúdio, Riot Boi, foi lançado em novembro de 2015.

## Biografia
Khalif Diouf nasceu em Manhattan, Nova Iorque, e estudou balé e dança moderna. Frequentou a Concord Academy em 2007 e formou-se em dança pela Wesleyan University antes de retornar à sua cidade natal, como rapper. 

## Carreira
Inicialmente conhecido por produzir faixas para Das Racist, o grupo de hip-hop alternativo de Brooklyn, tais como o seu popular single de estreia "Combination Pizza Hut and Taco Bell", Le1f tornou-se conhecido como artista solo com o lançamento da sua mixtape de estreia Dark York, lançada em abril de 2012. O seu primeiro single, "Wut", produzido por 5kinAndBone5, atraiu a atenção e deu origem a um videoclipe em junho de 2012.
Em novembro de 2012, Le1f foi artista convidado de "Fuckin the DJ", de Mykki Blanco (de que também foi coprodutor, em conjunto com Boody), parte da mixtape Cosmic Angel: The Illuminati Prince/ss. Mais tarde, no mesmo mês, Le1f lançou um EP com Boody, intitulado Liquid, a que se seguiu um vídeo para o single promocional, "Soda". A sua segunda mixtape, Fly Zone, foi lançada com críticas geralmente favoráveis em janeiro de 2013 e mais tarde deu origem a um vídeo para "Spa Day". A mixtape contou com a participação de artistas como Heems, DonChristian e Kitty.
Em agosto de 2013, Le1f criticou publicamente o rapper Macklemore pela sua canção " Thrift Shop", alegando que o ritmo fora extensamente plagiado da sua canção, "Wut", e acabou por critircar Macklemore também por outra das suas canções, " Same Love ", alegando que não era apropriado para um heterossexual explorar uma questão de direitos LGBT para obter ganhos financeiros.
Em setembro de 2013, Le1f lançou a sua terceira mixtape Tree House e, depois, um videoclipe para o segundo single "Hush Bb" dirigido pelo artista conceitual Alex Da Corte.
Em fevereiro de 2013, a Terrible Records anunciou um contrato de gravação com Le1f, bem como o seu último EP, um projeto de cinco faixas intitulado Hey, que foi lançado posteriormente em 11 de março de 2014. Em 13 de março de 2014, Le1f fez a sua estreia em televisãocom uma performance no Late Show with David Letterman.
Em novembro de 2015, Diouf lançou o seu primeiro álbum de estúdio completo na XL e Terrible Records. O álbum traz contribuições e trabalhos de produção de artistas como Evian Christ, Junglepussy, Balam Acab, Lunice, Boody, Sophie, Dev Hynes e Dubbel Dutch, entre outros. Em 2017, Le1f fez parte do elenco da 17.ª edição do Sonic Acts Festival, em Amsterdão, que explorou The Noise of Being. Também se apresentou várias vezes no Progress Bar, um clube noturno da Sonic Acts.
Le1f é associado a outros artistas LGBT de cor, como Mykki Blanco, Junglepussy, Princess Nokia e Dai Burger . 

## Discografia

### Álbuns de estúdio
- Riot Boi (2015, XL / Terrible Records )

### EPs
- Liquid (2012, Boysnoize Records) - Le1f & Boody
- Hey (2014, XL / Terrible Records)
- Blue Dream (2018, auto-lançado) [19] [20]

### Compilação de canções
- Dark York (2012, Greedhead / Camp & Street)
- Fly Zone (2013, Greedhead / Camp & Street)
- Tree House (2013, Greedhead / Camp & Street)

## Filmografia

### Videoclipes
| Título             | Ano  | Diretor (es)        | Ref.          |
| ------------------ | ---- | ------------------- | ------------- |
| "Wut"              | 2012 | Sam B. Jones        | [ 21 ] [ 22 ] |
| "Soda" (com Boody) | 2012 | Sam B. Jones        |               |
| "Spa Day"          | 2013 | Jesse Miller-Gordon | [ 23 ]        |
| "Hush Bb"          | 2013 | Alex Da Corte       | [ 24 ]        |
| "Boom"             | 2014 | Sam B. Jones        | [ 25 ]        |
| "Sup"              | 2014 | Jesse Miller-Gordon | [ 26 ]        |
| "Koi"              | 2015 | Simon Ward          | [ 27 ]        |
| "Umami / Water"    | 2017 | Le1f                | [ 28 ]        |

### Televisão
| Ano  | Título                        | Função            | Notas                      |
| ---- | ----------------------------- | ----------------- | -------------------------- |
| 2014 | Late Show com David Letterman | Convidado musical | Temporada 21, episódio 115 |